# Harald el Viejo
Harald Valdarsson (apodado el Viejo, n. 568) fue un caudillo vikingo cuyo nombre aparece en Hversu Noregr byggdist como rey de la dinastía Skjöldung de Escania, Suecia entre los siglos VI y VIII; tanto su padre como sus descendientes tuvieron un papel protagonista en las leyendas vikingas de Escandinavia.

## Hversu Noregr byggdist
Hversu Noregr byggdist informa que era hijo del rey Valdar, nieto de Hróarr (el mismo Hroðgar de Beowulf), padre de Halfdan el Valiente y abuelo de Ivar Vidfamne.

## Saga Skjöldunga
La saga Skjöldunga menciona que Valdar (padre de Harald) disputa la herencia de Hrólfr Kraki (Hroðulf) por el trono de Dinamarca con Rörek, primo de Hróarr (Hroðgar). Tras la guerra, Rörek tomó Selandia mientras Valdar tomó a su vez Escania. Según Hversu Noregr byggdist, Valdar tenía el derecho de reclamar el trono al ser hijo del rey Hróarr.

## Saga Ynglinga
La saga Ynglinga de Snorri Sturluson, menciona a Halfdan el Valiente (hijo de Harald) como padre de Ivar Vidfamne. Halfdan tenía un hermano Guðröðr de Escania. Guðröðr casó con Åsa, hija del infame Ingjald que instigó la muerte de Halfdan y luego la de su propio marido.
El hijo de Halfdan, Ivar Vidfamne, reunió un gran ejército y asedió a Ingjald y su hija en Ræning, ambos se suicidaron al prenderse fuego a sí mismos en su residencia.

## Saga Hervarar
Mientras Hversu e Ynglinga no mencionan a la madre de Halfdan (presuntamente la esposa de Harald), la saga Hervarar menciona a Hild, hija del rey godo Heiðrekr Ulfhamr, hijo del legendario Angantyr que derrotó a los hunos.